# Maximum Strength
Albums de KRS-One
Adventures in Emceein
(2008) Survival Skills
(2009)
Maximum Strength est le dixième album studio de KRS-One, sorti le 10 juin 2008.

## Liste des titres
| No  | Titre                   | Contient un (des) sample(s) de          | Durée |
| --- | ----------------------- | --------------------------------------- | ----- |
| 1.  | Beware                  |                                         | 3:46  |
| 2.  | Pick It Up              |                                         | 3:41  |
| 3.  | All My Men              |                                         | 2:46  |
| 4.  | Straight Through        |                                         | 3:12  |
| 5.  | Rockin' Til the Morning |                                         | 3:10  |
| 6.  | The Kool Herc           |                                         | 1:06  |
| 7.  | Busy Bee Shout Out      |                                         | 0:15  |
| 8.  | New York                | South Bronx des Boogie Down Productions | 3:26  |
| 9.  | Hip Hop                 | Tell Me Tomorrow d'Angela Bofill        | 3:29  |
| 10. | Let Me Know             |                                         | 2:31  |
| 11. | Nah                     |                                         | 3:37  |
| 12. | The Heat                |                                         | 2:08  |